# Comuna Nîvețk, Dubrovîțea
Nîvețk (în ucraineană Нивецьк) este o comună în raionul Dubrovîțea, regiunea Rivne, Ucraina, formată din satele Hrîțkî, Nîvețk (reședința) și Prațiukî.

## Demografie
Componența lingvistică a comunei Nîvețk
     Ucraineană (99,43%)
     Alte limbi (0,57%)
Conform recensământului din 2001, majoritatea populației comunei Nîvețk era vorbitoare de ucraineană (99,43%), existând în minoritate și vorbitori de alte limbi.